# Пенькерь
Пенькерь (устар. Домашняя) — ручей в России, протекает по территории Куземского сельского поселения Кемского района Карелии. Длина ручья — 24 км.
Ручей берёт начало из ламбины без названия.
Течёт преимущественно в восточном направлении по заболоченной местности. Протекает озёра: Морозово (высота 112,4 м над уровнем моря), Малая Пенькерьламбина (высота 100,2 м над уровнем моря), Пенькерьозеро (высота 99,2 м над уровнем моря), Корпозеро (высота 96,0 м над уровнем моря) и Умбозеро (высота 93,4 м над уровнем моря).
Имеет левый приток, вытекающий из озера Белая Ламбина.
Впадает в озеро Кокорино, через которое протекает река Поньгома на высоте 92,7 м над уровнем моря.
Ручей в общей сложности имеет четыре притока суммарной длиной 4,0 км.
Населённые пункты на ручье отсутствуют.
Код объекта в государственном водном реестре — 02020000712102000002438.